# Noguères
Noguères é uma comuna francesa na região administrativa da Nova Aquitânia, no departamento dos Pirenéus Atlânticos. Estende-se por uma área de 1,95 km². Em 2010 a comuna tinha 143 habitantes (densidade: 73,3 hab./km²).